# Amt Zehdenick und Gemeinden
Das Amt Zehdenick war ein 1992 gebildetes Amt im Land Brandenburg, in dem sich zunächst acht Gemeinden des damaligen Kreises Gransee (heute Landkreis Oberhavel, Brandenburg) zu einem Verwaltungsverbund zusammengeschlossen hatten. Wenig später wurden zwei weitere Gemeinden dem Amt per Gesetz zugeordnet. 1995 war das Amt in Amt Zehdenik und Gemeinden umbenannt worden. Der Amtssitz war in der Stadt Zehdenick. Das Amt Zehdenick und Gemeinden wurde 2003 per Gesetz aufgelöst.

## Geographische Lage
Das Amt Zehdenik bzw. Amt Zehdenick und Gemeinden grenzte im Norden an das Amt Fürstenberg, im Nordosten und Osten an das Amt Templin-Land, im Osten an das Amt Groß Schönebeck (Schorfheide), im Süden an das Amt Liebenwalde und das Amt Löwenberg, und im Westen an die Ämter Löwenberg und Gransee und Gemeinden.

## Geschichte
Im Zuge der Ämterbildung in Brandenburg erteilte der Minister des Innern am 17. September 1992 seine Zustimmung zur Bildung des (neuen) Amtes Zehdenick mit Sitz in der Stadt Zehdenick. Als Zeitpunkt des Zustandekommens des Amtes wurde der 1. Oktober 1992 festgelegt. Zum Zeitpunkt der Gründung umfasste das Amt die folgenden Gemeinden im damaligen Kreis Gransee:
1. Badingen
2. Bergsdorf
3. Burgwall
4. Kappe
5. Krewelin
6. Klein-Mutz
7. Kurtschlag
8. Marienthal
9. Mildenberg
10. Ribbeck
11. Vogelsang
12. Wesendorf
13. Zabelsdorf
14. Stadt Zehdenick

Das neue Amt hatte zu Ende des Jahres 1992 11193 Einwohner. Zum 27. März 1995 wurde der Name des Amtes in Amt Zehdenick und Gemeinden geändert. Zum 31. Dezember 2001 wurden die Gemeinden Bergsdorf, Ribbeck und Vogelsang in die Stadt Zehdenick eingegliedert.
Zum 26. Oktober 2003 wurden schließlich auch die Gemeinden Badingen, Kappe, Klein-Mutz, Kurtschlag, Marienthal, Mildenberg, Wesendorf und Zabelsdorf per Gesetz in die Stadt Zehdenick eingegliedert. Das Amt Zehdenick und Gemeinden wurde zum gleichen Zeitpunkt aufgelöst, die Stadt Zehdenick amtsfrei. Die Gemeinden Mildenberg und Badingen erhob vor dem Verfassungsgericht des Landes Brandenburg kommunale Verfassungsbeschwerde, die jedoch teils verworfen, im Übrigen zurückgewiesen.

## Amtsdirektor
Erster und einziger Amtsdirektor war Werner Neue.